# SN 2010jx
SN 2010jx – supernowa typu Ia odkryta 28 października 2010 roku w galaktyce A011942+3024. W momencie odkrycia miała maksymalną jasność 19,20m.